# Zeldzaam (lied)
Zeldzaam is een lied van de Nederlandse zangeres Tabitha en rapper Ronnie Flex. Het werd in 2020 als single uitgebracht.

## Achtergrond
Zeldzaam is geschreven door Romano Wijnstein, Ramon Ginton, Tabitha Foen-A-Foe en Ronell Plasschaert en geproduceerd door Ronnie Flex en Jordan Wayne. Het is een lied uit de genres nederhop en nederpop. Het lied is een bewerking van het nummer Candy van Cameo uit 1986. Het lied gaat over zo veel van iemand houden, dat het als zeldzaam gezien kan worden. Het is voor Ronnie Flex niet de eerste keer dat hij een lied met deze titel uitbrengt. Op de ep Fresh Prince of Bolnes van ADK uit 2014 stond een gelijknamige nummer waar Ronnie Flex zijn bijdrage aan leverde.
Het is ook niet de eerste keer dat de twee artiesten met elkaar samenwerken. Voor Zeldzaam waren ze onder andere al samen horen op de nummers Is dit over en Red me en na Zeldzaam brachten ze samen met Glen Faria het lied Overbodig en met Trobi het lied Wacht op mij uit.

## Hitnoteringen
De artiesten hadden bescheiden succes met het lied in Nederland. Het stond vijf weken in de Single Top 100 waarin het tot de 46e plaats kwam. De Top 40 werd niet bereikt; het lied bleef steken op de achtste plaats van de Tipparade.